# Xã Fayette, Quận Decatur, Iowa
Xã Fayette (tiếng Anh: Fayette Township) là một xã thuộc quận Decatur, tiểu bang Iowa, Hoa Kỳ. Năm 2010, dân số của xã này là 210 người.